# 科堡島 (伊麗莎白女王群島)
75°57′N 79°18′W / 75.950°N 79.300°W

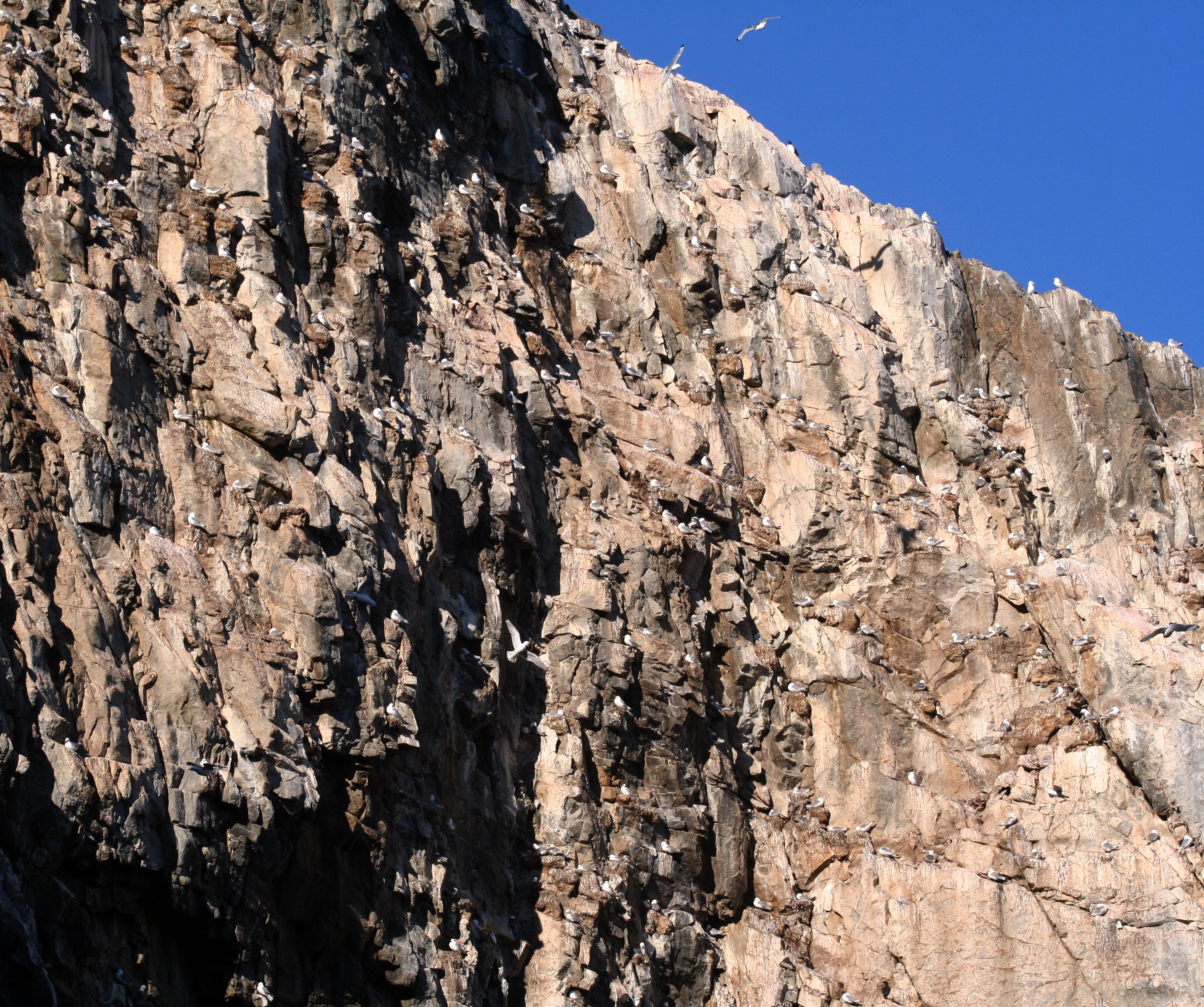

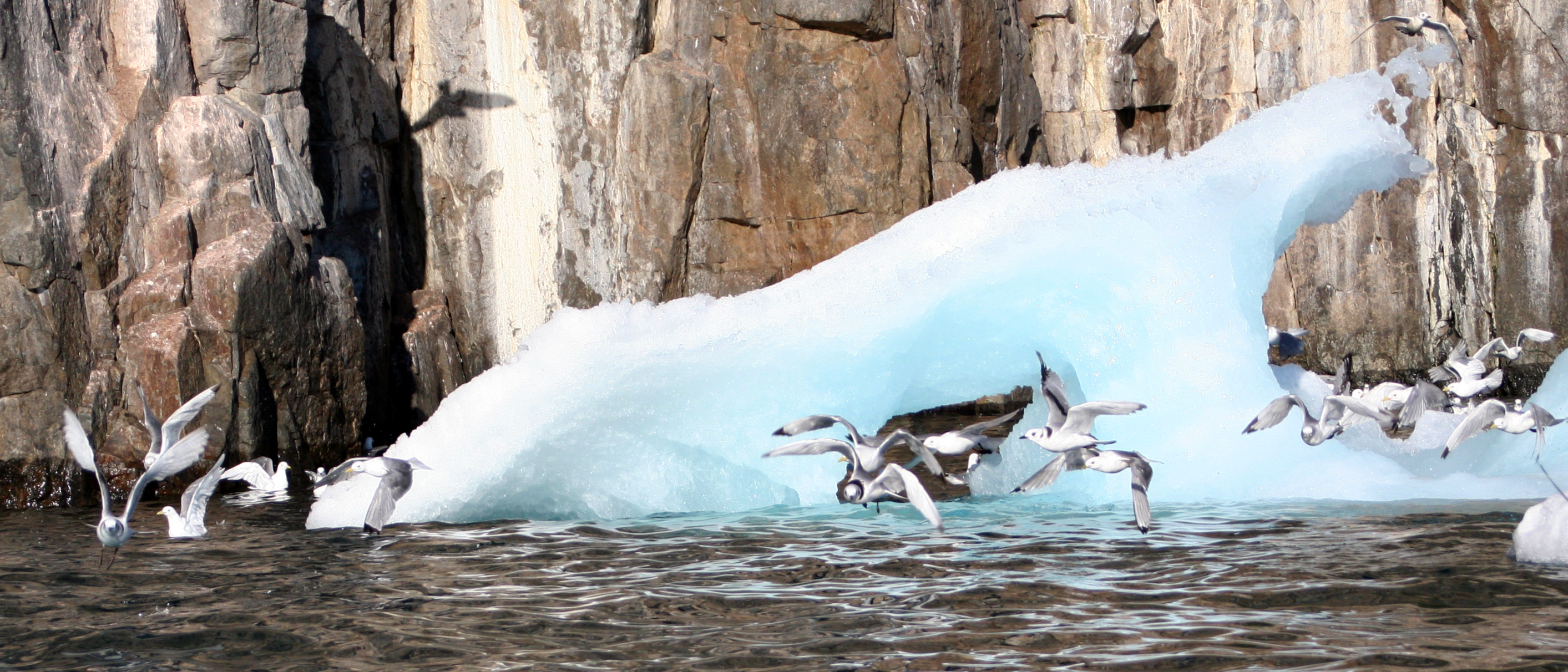

科堡島是加拿大的島嶼，位於北冰洋海域，屬於伊麗莎白女王群島的一部分，由努納武特的基吉柯塔魯克地區負責管轄，長38公里、寬24公里，面積411平方公里，最高點海拔高度800米，島上無人居住。